# Bricscad
BricsCAD — система автоматизованого проєктування (САПР), яка поєднує 2D креслення та 3D моделювання в єдиному форматі .dwg. BricsCAD розробляється бельгійською компанією Bricsys з 2002 року. Програма випускається на 18 мовах і доступна для операційних систем Windows, Linux і MacOS. Для BricsCAD існує понад 400 додатків, що дозволяють використовувати його в архітектурі, будівництві, машинобудуванні, проєктуванні інженерних мережах, електриці, автоматиці, ГІС та інших сферах проєктування. Компанія Bricsys має представництва в 70 країнах світу. Центри розробки BricsCAD знаходяться у Румунії, Бельгії, Словенії, Сінгапурі та Росії. Bricsys є членом міжнародної асоціації building SMART та одним із засновників Open Design Alliance.
САПР BricsCAD повністю сумісна з AutoCAD по формату файлів(.dwg), набору інструментів та інтерфейсам для адаптації та розробки(LISP, ARX, DCL, COM .NET). Спочатку система базувалася на платформі IntelliCAD, але у 2007 році компанія почала розробку власної платформи, і у лютому 2010 року заявила про вихід із консорціуму ITC. У 2011 році Bricsys придбала права інтелектуальної власності від компанії Ledas для інструментів параметричного моделювання, проєктування складок та суміжної функціональності.

## Версії BricsCAD
Програмне забезпечення BricsCAD, доступно у трьох версіях:
BricsCAD Classic забезпечує повний набір функціональності для роботи у 2D. Включає спільну роботу у хмарі, підтримку динамічних блоків, параметризацію креслень, інструментальні палітри, підшивки, експорт даних з креслення, а також розширення можливостей за допомогою LISP додатків. Крім того, версія Classic дозволяє працювати у 3D, створювати та редагувати просторові мережі та поверхні, що цілком достатньо для моделювання поверхні рельєфу та виконання нескладних тривимірних проєктів.
BricsCAD Pro містить усі функціональні можливості BricsCAD Classic та додатково пропонує засоби твердотілого 3D моделювання з підтримкою технології прямого варіаційного моделювання, двовимірні та 3D-апаратні бібліотеки, рендеринг високої чіткості, бібліотеку матеріалів рендерингу, перегляд механічних складок та систему розробки, сумісну з AutoCAD ObjectARX, яка підтримує сотні сторонніх застосовних програм.
Крім того, версія Pro забезпечує автоматичне створення 2D видів та розрізів по тривимірній моделі та фотореалістичну візуалізацію.
BricsCAD Platinum включає усі можливості версії Pro та додатково пропонує можливості тривимірної параметризації моделей та складань, інтелектуальне розпізнавання моделі, моделювання складань, деформаційне моделювання, автоматичне складання специфікацій, порівняння 3D моделей. Також можливості версії Platinum можуть бути розширені застосуванням модуля Sheet Metal (проєктування виробів з листового металу) та модуля BIM (інформаційне моделювання будівель).

## Формати файлів
Основним форматом файлу САПР BricsCAD є DWG — бінарний формат, який використовується для зберігання двомірних(2D) та тривимірних(3D) проєктних даних. Для обміну даними з іншими САПР BricsCAD підтримує можливість читання та збереження даних у форматах DXF. Для публікації креслень та 3D-моделей(без можливості редагування) використовується формат PDF від компанії Adobe та формат DWF від компанії Autodesk.
При активованому модулі BIM доступне читання та зберігання файлів у форматі IFC.

## Системні вимоги
Вимоги до апаратного забезпечення:
- Процесор класу Pentium 4 або вище.
- ОЗУ 512 Мб, рекомендовано 2048 Мб для 32-бітної версії та 4096 Мб для 64-бітної версії.
- Відеоадаптер з підтримкою DirectX 9, для 3D моделювання — з підтримкою OpenGL.
- 500 Мб на жорсткому диску.

Вимоги до програмного забезпечення:
- Windows Vista, 7, 8, 10 (32/64 розрядні версії).
- Windows Server 2008 та вище (тільки 64-розрядні версії).
- Linux Ubuntu 14.04 та вище, Fedora, OpenSuse (тільки 64-розрядні версії).
- Mac OSX 10.9 і вище (тільки 64-розрядні версії).

## Академічні ліцензії
Академічні ліцензії BricsCAD призначені для використання виключно в освітніх цілях та надаються студентам, викладачам та співробітникам навчальних закладів, які можуть безоплатно отримати ліцензію BricsCAD строком на 12 місяців. Після закінчення терміну дії академічної ліцензії вона може бути подовжена. Державні навчальні заклади також можуть отримати ліцензію BricsCAD Platinum на багато користувачів після підписання академічної Угоди.

## Інші продукти Bricsys
BricsCAD BIM
Реалізує технологію інформаційного моделювання будівель (Building Information Modeling) у форматі .dwg файлу, забезпечуючи побудову з нуля тривимірної моделі будівлі та створення на її основі необхідного пакету документації. Модуль виконує автоматичну класифікацію усіх елементів BIM проєкту (стіни, підлога, колони, вікна і так далі) та дозволяє додавати IFC-сумісні дані (Foundation Foundation Classes) до елементів будівель.
Автоматична генерація 2D розрізів дозволяє виконувати перегляд усієї моделі будівлі та її синхронізацію з кінцевою підшивкою будівельної документації. Працює на базі версії BricsCAD Platinum.
BricsCAD Sheet Metal
Забезпечує повний цикл розробки деталей з листового металу, як «з нуля», так і при редагуванні вже чинних моделей, створених в інших програмах. Об'єкт листового металу може створюватися класичним методом «від базового листа» або шляхом перетворення та обробки чинних 3D тіл. Кінцевим результатом є автоматично генерована розгортка виробу у вигляді креслення або у форматі для передачі на верстат з ЧПУ. Працює на базі версії BricsCAD Platinum.
BricsCAD Communicator
Імпортує та експортує дані 3D CAD, щоб забезпечити обмін даними з основними САПР (наприклад, CATIA, PTC Creo, Solid Edge, NX/UG, SolidWorks та Autodesk Inventor). При необхідності у процесі імпорту 3D моделей BricsCAD виконує автоматичне коригування геометрії з можливістю спрощення імпортованих моделей та зшивання роз'єднаних поверхонь.
Формати імпорту :
- STE, STP, STEP : Standard for Exchange of Product Data
- IGS, IGES: Initial Graphics Exchange Specification
- CATIA V4 і V5 : Dassault Systemes
- VDA: VDA - FS
- IAM, IPT: Autodesk Inventor
- PARASOLID: : Siemens PLM Systems
- PAR, PSM: Solid Edge
- PRT: NX
- ASM, PRT: Creo Elements / Pro Engineer
- SLDASM, SLDPRT: Solidworks

Формати експорту :
- STE, STP, STEP : Standard for Exchange of Product Data
- IGS, IGES: Initial Graphics Exchange Specification
- CATIA V4 і V5 : Dassault Systemes
- VDA: VDA - FS
- 3D PDF: Adobe

BricsCAD Communicator працює на базі BricsCAD Pro та BricsCAD Platinum.
BricsCAD Shape
Безоплатна програма для концептуального моделювання, призначена для оптимізації роботи інженерів та архітекторів на етапі ескізного 3D проєктування. Програма містить бібліотеки матеріалів, текстур та готових 3D компонентів. Результатом є тривимірна модель у форматі .dwg, яка містить твердотілу геометрію. Надалі ця модель може бути відкрита у BricsCAD BIM та перетворена в інформаційну модель будівлі.
Bricsys 24/7
Система хмарного документообігу та організації спільної роботи над проєктом. Система працює безпосередньо з веббраузера, має вбудований засіб перегляду, відображає понад 70 типів 2D та 3D форматів. Хмарний сервіс має можливість організувати документообіг (workflow), переглядати та коментувати різні креслення, переглядати їх версійність, розмежовувати права доступу.